# Arroba (unidad de masa)
En metrología, la arroba (@) era una unidad tradicional de peso del sistema castellano —usado en España e Hispanoamérica— y portugués —usado en Portugal y Brasil— y actualmente es una unidad de masa.

## Etimología
La arroba en árabe: الربع‎ /ar-rub'/ ''cuarto'', ''la cuarta parte''.
Su símbolo es @ y se puede abreviar como a, sobre todo en libros de ciencias y matemáticas.

## España e Hispanoamérica
Como medida de peso, la arroba equivalía a la cuarta parte del quintal, lo que supone 25 libras castellanas (aproximadamente 11,502 kg).
En España tiene diversas equivalencias en el sistema métrico decimal con otras unidades de masa, dependiendo de la zona geográfica. En Castilla equivalía a 11,5002325 kilogramos, en Aragón a 12,126 kilogramos, en Navarra el robo supone 28,13 litros, en Cataluña a 26 libras, que equivalían a 10,4 kg, en Almería es cercana a 14Kg y en la Comunidad Valenciana a 36 libras valencianas o 12,78 kg.
Aunque en España la arroba, como unidad de medida, está en desuso desde que la Ley de 19 de julio de 1849 declaró obligatorio el uso del sistema métrico decimal en todas las transacciones comerciales, sigue siendo utilizada como medida tradicional entre los agricultores, y así, por ejemplo, en la Comunidad Valenciana se usa para medir la masa de cítricos en las transacciones entre los agricultores e intermediarios, asignándole un valor de 12,78 kilogramos. En otros lugares de España se usa para medir la masa de los cochinos, con un valor de 11,5 kg. También es de uso común en algunas zonas vitivinícolas, como en la zona de Montilla-Moriles, y equivale a 16 litros. La capacidad de barriles y toneles no se expresa en litros, sino en arrobas.
En algunos países de Hispanoamérica la arroba es de uso muy frecuente en los mercados, especialmente para la compra de verduras y otros alimentos. Las fracciones de arroba suelen medirse en cuartillas, que es la cuarta parte de una arroba. Es más comúnmente usada en la comercialización de productos agrícolas (especialmente tubérculos) aparte del sistema métrico decimal, como herencia del antiguo estatus de provincia de la mayoría de países hispanoamericanos del anterior imperio español, y por ser parte del anteriormente usado sistema de medidas español.
En Bolivia y Perú hojas de coca se comercializan en arrobas de 12 kg. En el mercado de alimentos una arroba vale 11,34 kg.
En la República Dominicana, la arroba es de uso muy frecuente en el comercio de ganado vacuno, con un valor de 25 kilogramos (1/4 de un quintal de 100 kg).
En Cuba se utiliza hasta la actualidad para medir la caña de azúcar cortada.
En Colombia y en Ecuador al 1/2 kilogramo se le llama «libra», y la arroba equivale a 25 libras, es decir 12,5 kilogramos. Es la medida para la venta al mayor de hortalizas.

## Portugal y Brasil
En el Imperio portugués la arroba equivalía a 32 libras (14,5 kg).
Como unidad de medida, está en desuso desde que la ley declaró obligatorio el uso del sistema métrico decimal, en 1852 en Portugal y sus colonias, y en 1862 en Brasil.
Sin embargo la arroba sigue siendo utilizada como medida tradicional entre agricultores, por ejemplo, en Portugal se usa para pesar el corcho y en Brasil se usa para pesar el ganado vacuno. Hoy la arroba varía en el mundo lusófono equivalente entre 15 kg y 11,5 kg.

## Equivalencias en el Sistema Anglosajón de Unidades
|                  | Unidad              | Observación                        |
| ---------------- | ------------------- | ---------------------------------- |
| 0,22321428571429 | quintales cortos    | ing. short hundredweights          |
| 0,25             | quintales largos    | ing. long hundredweights           |
| 1                | arroba              |                                    |
| 1,7857142857143  | stones              | usados solamente en el Reino Unido |
| 25               | libras avoirdupois  |                                    |
| 400              | onzas avoirdupois   |                                    |
| 6400             | dracmas avoirdupois |                                    |
| 175 000          | granos              |                                    |